# Сачхерський муніципалітет
Сачхерський  муніципалітет (груз. საჩხერის მუნიციპალიტეტი sachkheris municipaliteti) — муніципалітет у Грузії, що входить до складу краю Імеретія. Центр — Сачхере.

## Населення
Станом на 1 січня 2014 чисельність населення муніципалітету склала 37 775 мешканців.
Більшість населення складають Імеретини, одна з етнографічних груп грузин.
| Грузини | Росіяни | Осетини |
| 99,77 % | 0,08 %  | 0,07 %  |